# Galerie Brame & Lorenceau
 (juin 2014).
Si vous disposez d'ouvrages ou d'articles de référence ou si vous connaissez des sites web de qualité traitant du thème abordé ici, merci de compléter l'article en donnant les références utiles à sa vérifiabilité et en les liant à la section « Notes et références ».
Brame & Lorenceau compte parmi les plus anciennes galeries d'art à Paris et fait partie des rares maisons à demeurer sous la direction des descendants directs de ses fondateurs.
Spécialisée dans la peinture, le dessin et la sculpture des 19e et 20e siècles, la galerie participe aux plus grands salons internationaux.
Outre ses activités de marchand, elle assiste les plus grandes maisons de vente, en France comme à l'international, dans l'expertise et l'estimation d'œuvres d'art. Elle est par ailleurs la spécialiste de plusieurs artistes majeurs, et notamment Caillebotte, Daumier, Degas, Jongkind, Rodin, Seurat, Sisley ou Toulouse-Lautrec.
| \| Localisation sur la carte de Paris · Brame & lorenceau \| Localisation sur la carte de Paris Brame & lorenceau. |
| Localisation sur la carte de Paris · Brame & lorenceau                                                             |

## Les origines

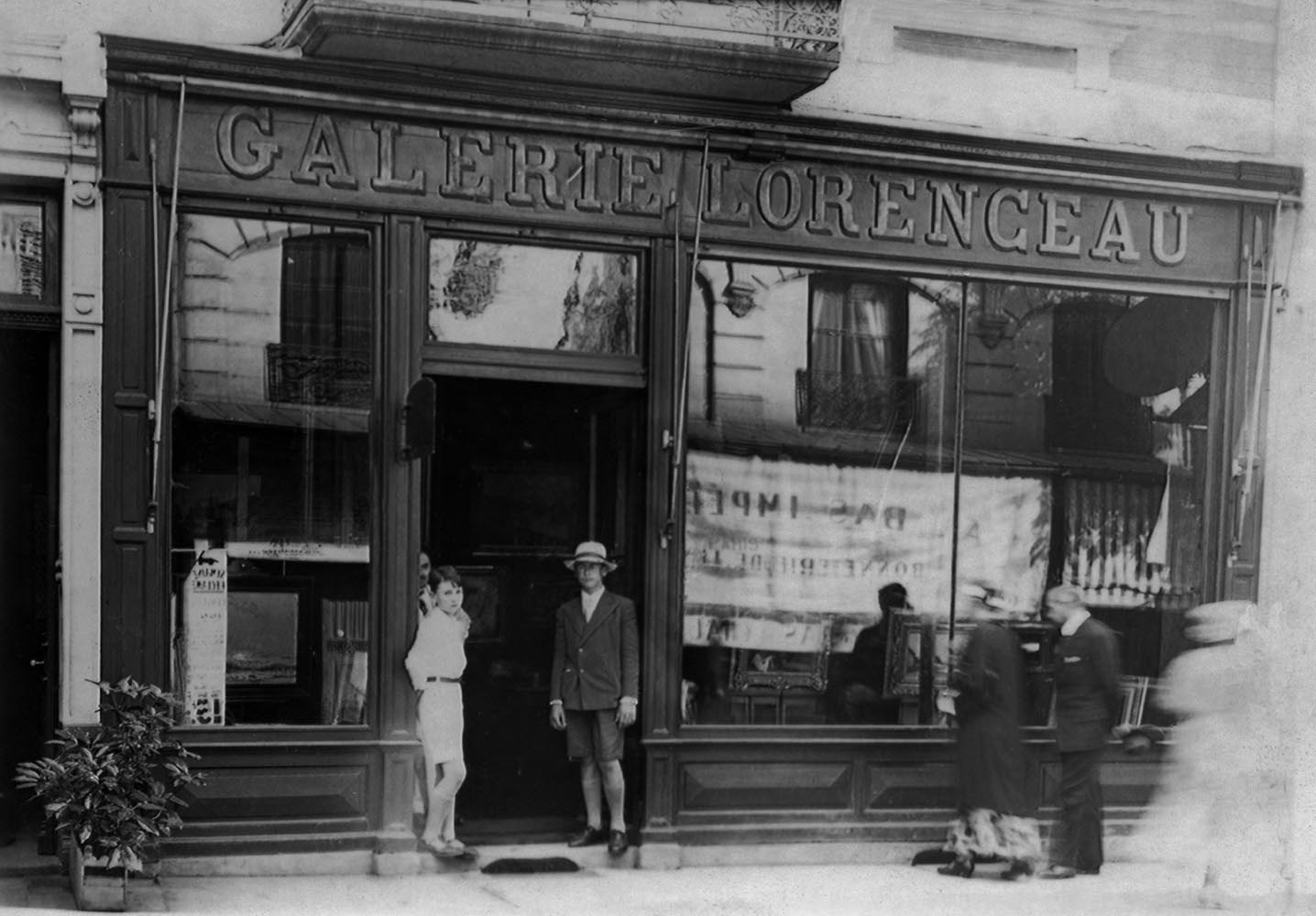
galerie Lorenceau à Vichy vers 1931/1932

Né à Lille en 1831, l’homme qui fonda la galerie Brame était arrivé à Paris vers 1850 avec l'envie de monter sur les planches. Ce fils de pharmacien ne tarda pas à devenir membre de la troupe de l’Odéon et de la Comédie-Française sous le pseudonyme de "De Lille". Hector Henri Clément Brame se consacra à cette première passion pendant une dizaine d'années. Puis en 1864, il décida de s'établir comme marchand de tableaux et s'installa au 47 de la rue Taitbout. Conservant sa diction et son allant charismatique, Hector Brame mit rapidement à profit les différentes relations nouées avec le petit monde des artistes et amateurs qu’il avait côtoyés lors de ses années théâtre. 
De son côté, Jean Baptiste Lorenceau était né à Liré (Maine-et-Loire) en 1842. L'aîné de trois enfants, il fut encouragé par son père à passer son certificat d'étude afin de profiter de l'essor industriel du Second Empire. C'est ainsi qu'il exerça tout d’abord différents petits métiers, colporteur, vendeur ou encore démonstrateur en métier à tisser. À cette époque, Vichy était une station estivale très à la mode. Et c’est confiant en ses capacités commerciales que Jean s’établit comme marchand de tableaux rue de Nîmes, l’une des artères principales de la ville, en 1865. Ce nouveau métier engendra bientôt un flot d'affaires florissantes, apportant à Jean Baptiste de nombreuses satisfactions sociales et financières.

## Deux marchands
Hector Brame devint rapidement une personnalité reconnue du monde de l’art. Après avoir déménagé au 2 rue Lafitte, surnommée la "rue des tableaux", la galerie commença à recevoir la visite de riches amateurs, parmi lesquels le chanteur d'opéra et collectionneur Jean-Baptiste Faure, le musicien Antoine-François Marmontel, les collectionneurs Laurent Richard et Khalil-Bey, ou encore les milliardaires américains William Henry Vanderbilt et William B. Astor. 
Décrit comme un vendeur flamboyant et charismatique, Hector Brame était connu pour être le marchand de Corot et des artistes de l'école de Barbizon, parmi lesquels J.-F. Millet et Th. Rousseau. Il côtoyait aussi le peintre Carolus-Duran, également d’origine lilloise, qui réalisa plus tard le portrait de ses deux enfants, ainsi que J.B. Jongkind. Achetant dans les ventes aux enchères ou directement auprès des artistes, ses choix reflétaient son goût personnel mais aussi celui de toute une classe d’amateurs qui suivaient ses conseils et lui achetaient des tableaux. 
En 1866, Brame fit l’acquisition, avec Durand-Ruel, de soixante-dix peintures et études par Théodore Rousseau. Une sincère amitié liait le jeune marchand au vieux peintre. Lorsque Rousseau mourut l’année suivante, Brame et Durand-Ruel furent désignés par les proches de l’artiste comme experts pour la vente posthume qui se tint en avril 1878. De ses relations d’affaires, la plus connue fut cependant celle qu’il entretint avec Camille Corot. Ayant passé commande à l’artiste d’un "hallebardier", Hector se rendit un jour à l’atelier du maître. Ce dernier excusa son retard en arguant que le modèle n’était pas venu poser comme convenu. Brame enfila alors le costume et prit la pose.
L’année de la vente Théodore Rousseau, Jean Lorenceau décida de s’installer à Paris. Il souhaitait en effet échapper à la basse saison hivernale à Vichy et étendre ses activités à la capitale. Assisté de Victoire, sa jeune épouse, il ouvrit un magasin d’encadrement à Paris. Situé au 100, rue d’Amsterdam, le magasin faisait parfois office de galerie secondaire. Prenant de l'essor, cette deuxième activité supplanta bientôt la première et, dix années plus tard, abandonnant définitivement l'encadrement, Jean Lorenceau ouvrit une nouvelle galerie au 15 rue Lafitte en 1888.
Pourtant, ni Brame, ni Lorenceau, ni les autres galeries, Vollard, Bernheim, Beugniet, Durand-Ruel ou encore Tempelaere, n'allaient demeurer rue Laffitte. En 1900, le boulevard Haussmann s'arrêtait rue Taitbout et ne rejoignait pas encore le carrefour du boulevard Montmartre et du boulevard des Italiens. Prévue depuis fort longtemps, cette jonction d'urbanisme était délicate à mettre en œuvre en raison des diverses expulsions et préemptions. Devant l'ampleur des travaux pour réaliser cette percée, les marchands de tableaux durent, les uns après les autres, envisager leur déménagement : Durand-Ruel avenue de Friedland, Vollard rue de Martignac, Lorenceau rue La Boétie, Brame boulevard Malesherbes.

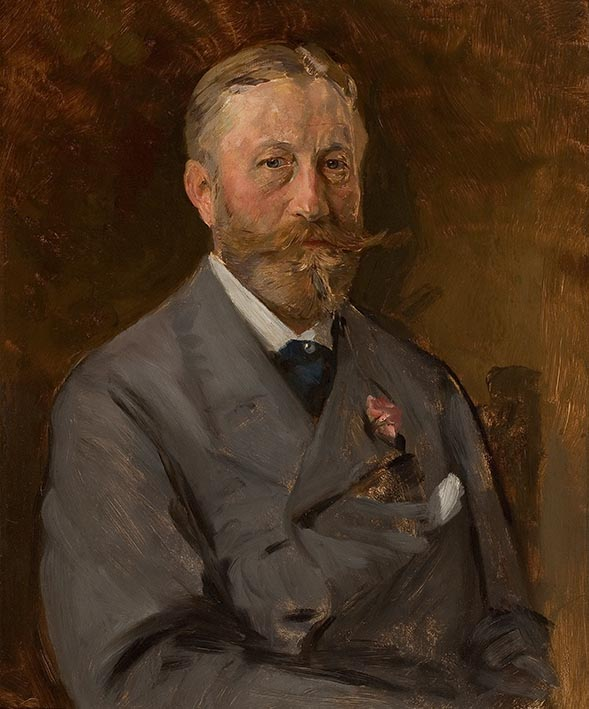
Hector Brame

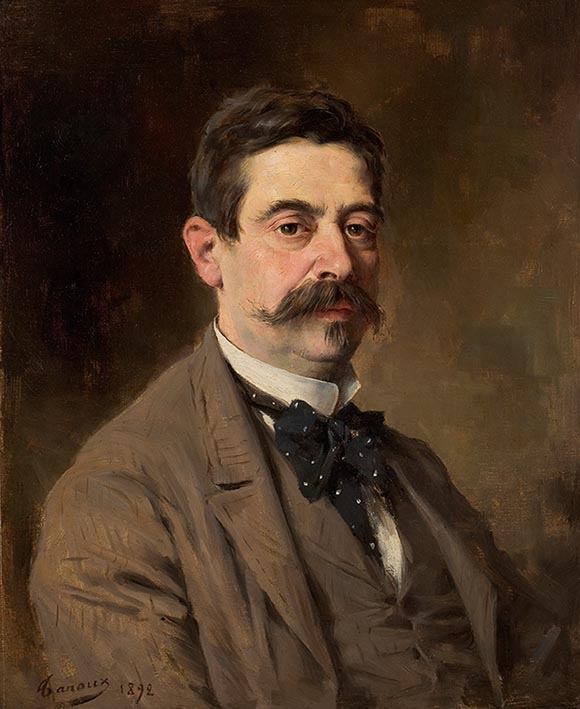
Jean Lorenceau

## Transmission familiale
Au décès d'Hector Brame en 1899, son fils, Hector Gustave, né en 1866, prit sa suite et se révéla rapidement plus intéressé par l’avant-garde que son prédécesseur. 
Travaillant à la fois comme marchand et expert, Hector fils encouragea les nouveaux artistes, tels Renoir, Forain ou Boldini, et devint le marchand attitré de Degas. C’est lui qui, en 1921, entreprit le déménagement de la galerie au 68 boulevard Malesherbes, où elle se situe toujours aujourd'hui. 
À la disparition de Jean Lorenceau en 1904, son fils aîné René n’avait que vingt ans. C’est donc tout naturellement que sa mère, Victoire Lorenceau, décida de soutenir son jeune fils comme elle l'avait fait autrefois pour son époux. L’une des premières tâches de René et de sa mère fut de déménager la galerie parisienne au 18 rue La Boétie. René se consacra avec assiduité à l’expertise et fit ses débuts dans de nombreuses ventes aux enchères en province. Progressivement, il prit en main les affaires commerciales des deux galeries, à Vichy et à Paris. 
Mobilisé en 1914, René Lorenceau combattit sur la Somme et à Verdun. Gravement blessé au genou, il fut démobilisé en août 1918 et se maria l’année suivante. Après la mort de sa mère en 1922, il continua de travailler avec acharnement, ouvrant la galerie de Vichy six mois par an à la belle saison. Père de quatre enfants, il continua d'expertiser, d’exposer et de vendre jusqu’au déclenchement de la seconde guerre mondiale.

## Un temps de bouleversements
En septembre 1939, à la déclaration de guerre, René et Jeanne Lorenceau décidèrent de mettre la galerie de Paris en sommeil. 
Inscrit à la faculté de droit à Paris, le deuxième fils de René, Bernard, entra chez le commissaire priseur Étienne Ader, en tant que "metteur sur table". L’étude Ader était à l’époque la maison de vente la plus importante d'Europe et l’Hôtel Drouot un lieu de rencontre naturel et quotidien pour tout acteur du marché de l'art.  
Entré en résistance, Bernard fut arrêté par la Gestapo en mai 1943 et interné à la prison de Fresnes. Il fut envoyé au camp de concentration de Buchenwald jusqu'en mai 1945. René s'efforçait, en ces temps troublés, de continuer à faire vivre la galerie à Vichy, en organisant des expositions d'artistes contemporains. À la libération, c’est secondé par son fils que René exposa de nouveau : Boudin en 1949, Le Sidaner en 1950 et 1952, Gérard Singer en 1957 et 1959.  Après la mort de son père en 1961, Bernard ferma la galerie de Vichy et concentra l’activité rue La Boétie. Comme par le passé, il y présentait les œuvres des grands maîtres du XIXe, parmi lesquels Delacroix, Géricault, Corot, Boudin, Courbet ou Daumier, mais étendit sa palette d'artistes aux impressionnistes tels Manet, Monet, Redon et surtout Caillebotte, alors peu connu.
Au décès d’Hector fils en 1936, son fils Paul avait repris le flambeau familial. Il étendit lui aussi les activités de la galerie aux impressionnistes et post-impressionnistes mais entreprit également des travaux d'édition. Il rassembla notamment avec César de Hauke les documents qui menèrent à la publication en 1946 des quatre volumes du catalogue raisonné Degas et son Œuvre. C’est aussi avec César de Hauke qu’il publia les deux volumes de Seurat et son Œuvre en 1961. Dix années plus tard, Paul jouera un rôle essentiel dans la préparation et la publication de Toulouse-Lautrec et son Œuvre par Madame Dortu. 
Il revient surtout à Paul Brame d’avoir ouvert la galerie familiale à l’international, multipliant les voyages aux États-Unis et en Europe. Voyageant par bateau et par avion, il noua des contacts avec de nombreux collectionneurs outre-atlantique, tout en proposant aux musées américains des œuvres qui font aujourd’hui partie intégrante de leurs fonds. Philippe, le fils de Paul, ne tarda pas à rejoindre la galerie et les deux hommes travaillèrent côte à côte jusqu’à la mort de Paul en 1971. Plusieurs expositions datent de cette époque :  Vuillard en 1953, Manguin l’année suivante, Boudin en 1956, Corot en 1957, Léon Lehmann en 1960 ou encore Otto Fried en 1969.

## L'association
Dès 1920, des relations d'affaire commencèrent à se nouer entre la galerie Brame et la galerie Lorenceau. Les deux familles s'appréciaient et le rythme des échanges commerciaux devint plus régulier au fil des années. L’association devint officielle en 1973 et Bernard quitta la rue La Boétie pour s’installer 68 boulevard Malesherbes. 
Philippe Brame poursuivit la route ouverte par son père, partant parfois jusqu’à trois mois dans l'année à l’étranger, principalement aux États-Unis. Il y proposait les découvertes récentes de la galerie et entretenait les relations établies avec les collectionneurs et les musées. À Paris, Bernard Lorenceau trouvait, grâce à la qualité de son œil, les meilleurs tableaux. Les deux hommes se complétaient : leur goût et leurs connaissances étaient les atouts majeurs de la galerie et les amateurs ne s'y trompaient pas.
Une nouvelle génération ne tarda pas à les rejoindre en la personne de leurs enfants respectifs, Sylvie Brame et François Lorenceau, et le rythme des expositions reprit : Caillebotte en 1989, Anquetin en 1991, "Barbizon et l'école de la Nature" l’année suivante, puis Jongkind en 1996. La galerie participait également aux plus importants Salons internationaux, à Paris, Maastricht, Londres ou New York, tout en continuant de pourvoir en œuvres de qualité les plus grands musées européens et américains. Philippe Brame présida en outre le Syndicat National des Antiquaires de 1981 à 1990.
La mort de Bernard Lorenceau en 1996, puis celle de Philippe Brame en 2004, n'interrompit ni la cadence des Salons, ni celle des expositions, parmi lesquelles une importante rétrospective François Pompon ou une exposition des sculptures d'Auguste Rodin.

## L’avenir
Portée par le goût personnel de la génération actuelle[non neutre],  c’est désormais une orientation plus moderne[non neutre] que propose la galerie en exposant des artistes d’après-guerre : Alexander Calder, Gaston Chaissac ou plus récemment Olivier Debré. 
Grâce à ses archives et à son expérience, la galerie est aujourd'hui spécialiste d'artistes majeurs de la peinture et de la sculpture française, parmi lesquels Degas, Delacroix, Jongkind, Rodin, Daumier, Fantin-Latour, Sisley, Caillebotte, Seurat, Pompon, Anquetin ou Toulouse-Lautrec… Forte de sa réputation[non neutre] auprès des musées et collectionneurs, Brame & Lorenceau réalise inventaires et estimations tout en assistant les maisons de ventes internationales les plus importantes, telles Sotheby's, Christie's ou les études de commissaires priseurs, dans l'authentification et l’évaluation d’œuvres d’art. 

## Documentation
Une partie de la documentation photographique de la galerie est conservée à l'Institut national d'histoire de l'art.